# Bruno Touschek
Bruno Touschek (Vienna, 3 febbraio 1921 – Innsbruck, 25 maggio 1978) è stato un fisico austriaco di origine ebraica da parte di madre, superstite dell'Olocausto.
Il suo nome è legato principalmente alle ricerche sugli acceleratori di particelle, di cui fu uno dei pionieri particolarmente durante il suo periodo italiano a Frascati.

## Biografia
Compì i primi studi a Vienna, ma, nel 1937, gli fu vietato di finire la scuola secondaria, di cui frequentava l'ultimo anno, a causa della sua ascendenza ebraica per parte di madre. Riuscì comunque a diplomarsi in una scuola diversa come studente esterno. In seguito si iscrisse all'Università di Vienna, frequentando i corsi di matematica e fisica. Tuttavia il fatto di avere origini ebraiche, nell'Austria intrisa di idee razziste, gli creò nuovamente dei problemi: poco dopo aver iniziato gli studi, infatti, venne espulso dall'università per motivi razziali.
Con l'aiuto di alcuni amici si trasferì allora ad Amburgo, città dove, celando le proprie origini, riuscì a continuare gli studi, con Wilhelm Lenz e Hans Jensen. Per mantenersi dovette svolgere diversi lavori, tra cui un impiego alla Studiengesellschaft für Elektronengeräte, un'azienda associata alla Philips, che produceva gli antesignani dei moderni tubi klystron. In questo periodo propose a Rolf Wideroë di collaborare alla realizzazione di un betatrone, ma poco dopo, nel 1945, Touschek venne arrestato dalla Gestapo e internato in un campo di concentramento.  Rolf Wideroë riuscì a ottenere dei permessi per visitarlo in carcere e questo gli diede modo di discutere insieme sul betatrone. In particolare concepirono la teoria del 'radiation damping' per gli elettroni circolanti nel betatrone. Successivamente Touschek riuscì a fuggire dal campo, sfuggendo così fortunosamente all'Olocausto.
Finita la guerra, nel 1946 si laureò all'Università di Gottinga e dall'anno successivo iniziò a lavorare dapprima come collaboratore di Arnold Sommerfeld, poi con Werner Heisenberg presso il Max Planck Institute. Nel 1947 partì per Glasgow con una borsa di studio; qui, presso l'Università, trovò posto come Official Lecturer in Natural Philosophy. Fu quindi a Edimburgo, con Max Born. Nel 1953 lasciò la Scozia per trasferirsi a Roma. Giunto nella capitale italiana, ottenne un posto di ricercatore ai laboratori dell'Istituto Nazionale di Fisica Nucleare, divenendo direttore di ricerca nel 1961, nonché professore aggregato alla Facoltà di Scienze de La Sapienza nel 1969, dove avrebbe infine ottenuto, nel 1978, il posto a tempo pieno. Nel 1955 tornò per breve tempo a Glasgow, per sposare Elspeth Yonge, matrimonio da cui ebbe due figli.
Nel 1960, a Roma, propose la costruzione di un "anello magnetico" – antesignano dei moderni acceleratori di particelle – in cui far "correre", e successivamente far collidere, una particella con la propria antiparticella. Si mise così alla direzione di un gruppo di fisici, per lo più italiani, intenti alla costruzione di quell'acceleratore che sarebbe poi stato chiamato Anello di Accumulazione (AdA); fra coloro che collaborarono, nei laboratori dell'INFN di Frascati, alla realizzazione di tale apparecchio vi furono fisici come Carlo Bernardini, Luciano Cesarini, Gianfranco Corazza e Giorgio Ghigo, in quello che rimase celebre come il gruppo del sincrotrone. L'acceleratore AdA e il successivo Adone, con il quale, nel 1964, furono effettuate le prime collisioni elettrone-positrone con le conseguenti annichilazioni, fu il primo della lunga serie dei successivi, moderni acceleratori di particelle, ivi compresi quelli "alle alte energie", come il moderno Large Hadron Collider del CERN.
Oltre alle pionieristiche ricerche sulle macchine acceleratrici, Touscheck diede notevoli contributi alla teoria quantistica dei campi, con particolare riguardo alle interazioni deboli.
Scrisse, assieme a Giancarlo Rossi, un famoso trattato di meccanica statistica per le edizioni Boringhieri.
Morì nel 1978 a Innsbruck, a soli cinquantasette anni, dopo una lunga malattia dovuta a problemi epatici.

## Riconoscimenti
- Nel 1975 gli fu assegnata la Medaglia Matteucci[3].